# Litožnice
Litožnice (ve starší literatuře uváděná také ve tvaru Litošnice) je zaniklá středověká ves, která se rozkládala na území dnešní Prahy na levém břehu Říčanského potoka v údolí mezi Dubčí a Běchovicemi. Území bývalé vsi je dnes součástí katastru MČ Praha-Dubeč. První stálé osídlení spadá do doby germánské a římské. V raném středověku zde byla vybudována ves s kostelem sv. Gotharda a tvrzí. Vrchol osídlení se datuje do 14. a 15. století, kdy byla Litožnice v majetku několika vladyckých rodů. Na konci středověku se Litožnice dostala do majetku Dubečských z Dubče a byla již natrvalo připojena k sousední Dubči. Na počátku 16. století nastal úpadek a zpustnutí vsi. Od sklonku 19. století byla Litožnice opakovaně prozkoumána archeology, kterým se podařilo zjistit vnitřní členění vsi a lokalizovat kostel a tvrz. Vzhledem k historickému významu lokality a jejího jen minimálního znehodnocení moderní výstavbou pokračují sporadické archeologické průzkumy na území Litožnice do dnešních dnů. Poblíž bývalé vsi se nachází přírodní památka Lítožnice.

## Původ názvu
Původ názvu Litožnice není doposud uspokojivě vysvětlen. V prvních latinských písemných pramenech se ves uvádí v rozličných tvarech jako "Lutossnicz" (1358) nebo "Lutoznicz" (1359). Teprve v 15. století se ustálil tvar jména na "Litoznicz" (1418), ze kterého vzešel český tvar "Litoznice/Litožnice" (1508). Původně se název vsi vyslovoval a uváděl jako "Ľutošnice", a to pravděpodobně ve smyslu „ves lidí“. Na základě archeologických průzkumů lokality, který potvrdil značnou rozlohu vsi Litožnice, se zdá, že tato teorie může mít své opodstatnění. V poslední době se však objevilo jiné vysvětlení. Litožnice se rozkládala na levém břehu Říčanského potoka v malém údolíčku, kde často hrozily záplavy. Archeologové dokonce odhalili, že zdejší tvrz byla dlouhodobě vystavena silnému podmáčení spodních vod. V latině se slovo bláto řekne „lutum“, ve tvaru přídavného jména dokonce lutosus – blatný. Název Litožnice/ Ľutošnice proto mohl pocházet z latinského označení bláta.
Zatímco vesnice s tvrzí je uváděna pod jménem Litožnice (s krátkým „i“), přírodní památka, rybník i blízká polní trať mají v názvu obsažené dlouhé „í“ (PP Lítožnice, Lítožnický rybník, trať Lítožnice).

## Historie vsi
Na území Litožnice se pohybovali lidé již v době pravěku. V době germánské a římské zde existovalo rozsáhlé a významné osídlení, které zahrnovalo mimo jiné baterie železářských pecí. Ves vznikla v raném sředověku, o čemž svědčí nejstarší středověké archeologické nálezy spadající do 10. století. Litožnice byla zbudována na teritoriu velikosti oválu s delší osou orientovanou směrem sever-jih a zaujímala prostor zhruba 300x200 metrů. Osídlení se rozkládalo přibližně na severozápadě od dnešního velkého Lítožnického rybníka na levém břehu Říčanského potoka, přičemž zasahovalo také do míst pod hrází. Zde rozkvetla prosperující farní osada s kostelem sv. Gotharda a tvrzí.  Umístění vsi bylo poněkud atypické, protože se Litožnice nacházela na dně širokého údolí. Směrem k západu byl svah tehdy jen mírný a táhlý, což je ostatně patrné na zdejších pravidelně obhospodařovaných polích dodnes. To naopak na pravém břehu Říčanského potoka se zvedá příkřejší stráň. Pro život středověké Litožnice bylo důležité, že se na severu od vesnice linula frekventovaná Českobrodská cesta spojující Český Brod s pražským předměstím. Jelikož se zde nacházel také kvalitní zdroj pitné vody a četná pole, pastviny a luky, docházelo u Litožnice ve středověku k častému táboření vojska.
V 1. polovině 14. století se dostala Litožnice do vlastnictví pražských patricijských rodů. První zmínka o Litožnici pochází z roku 1353, kdy se ves stala majetkem staroměstského patricije Mikuláše Rokycanského. Majitelé se na Litožnici často střídali a nejvíce zpráv o nich se zachovalo v erekčních a konfirmačních knihách pražského arcibiskupství, neboť se zde zaznamenávaly údaje o patronátních právech vlastníků Litožnice k místnímu kostelu sv. Gotharda. Na přelomu 14. a 15. století držel Litožnici vlivný a bohatý staroměstský měšťan Štěpán Litoměřický. V listině z roku 1414, kterou Štěpán Litoměřický pronajal Litožnici na šest let své sestře Kateřině, se dochoval soupis veškerého majetku patřícímu rodině Litoměřických v Litožnici. Zahrnoval mimo jiné luky, pastviny, les, rybníky, potoky, pustou vinici s poplatnými lidmi, hospodářská zvířata a také rychtu s pokutami malými a velkými. Soupis majetku dokazuje ohromné výrobní zázemí samotné Litožnice, které bylo na počátku 15. století mnohem větší než u sousední Dubče. Zdejší plužiny a vinice pravděpodobně sahaly na severu až k dnešní silnici Českobrodská a na severovýchodě zřejmě až k Rokytce. O velikosti Litožnice svědčí také výše desátku, který odváděl kostel sv. Gotharda.
Před husitskými válkami Litožnici vlastnili vladykové František z Litožnice a Pecman z Babic, kteří si ves rozdělili rovným dílem. Jejich rody vlastnily ves minimálně do poloviny 15. století. V roce 1420 tábořilo u Litožnice vojsko krále Zikmunda Lucemburského během jeho tažení na Prahu. Jedná se o jednu z nejznámějších událostí v dějinách Litožnice, kterou podrobně zachytil současník Vavřinec z Březové ve své Kronice: "Potom asi v témž čase uherský král Zikmund, uslyšev o příchodu táborů do Pražského města, když jel od Hor Kutných po hradech, přijel na Nový hrad někdy krále Václava, svého bratra, a prohlédnuv jen poklady, odejel a postavil s Uhry, Kutnohorskými a pány s ním spojenými stany neboli boudy na lukách blízko Litožnice, aby tam shromáždil co možná nejvíce lidu a dobyl Pražského města." U Litožnice tábořilo také vojsko Jiřího z Poděbrad v roce 1448 krátce předtím, než dobylo Prahu. Podobně se zde shromáždilo vojsko českých stavů v roce 1514 před svým tažením do Uher na pomoc králi Vladislavovi II. Jagellonskému. Roku 1608 zde tábořil arcivévoda Matyáš Habsburský, který vyjednával se svým bratrem Rudolfem II. na tvrzi v sousední Dubči.
V poslední čtvrtině 15. století vlastnil Litožnici vladyka Štěpán z Novosedel se svou rodinou, kterou tvořili manželka Ludmila z Litožnice a jejich synové Jan a Zachariáš. Zprávy o nich se ztrácejí na sklonku 80. let 15. století. Vzápětí se celá Litožnice dostala do majetku bohatého vladyky Jana III. Dubeckého z Dubče (1487-1508), který ves nadobro připojil k dubečskému panství. Ves poté rychle zpustla, neboť tvrz ztratila své sídelní poslání, kostel sv. Gotharda pozbyl svůj dosavadní význam, řada sedláků se přestěhovala do Dubče a v Litožnici byl zbudován velký Lítožnický rybník, který je poprvé uváděn v roce 1542 s násadou 100 kop ryb. V Dubeckého závěti z roku 1508 je tvrz v Litožnici označována již za pustou. Podle archeologů se sporadické osídlení v Litožnici udrželo ještě minimálně několik desetiletí po roce 1500. V zápisu v deskách zemských je navíc Litožnice označena výslovně jako pustá až v roce 1542. Na Litožnici byly však zapsány věčné platy, které odváděli majitelé Dubče ještě v polovině 17. století. V roce 1653 tak odváděla Uhříněves, pod jejíž panství Dubeč po roce 1623 spadala, mistrům direktorům a studentům koleje Nazaretské v Praze komorní plat zapsaný "…na statku dubečském ze vsi pusté Litožnice každoročně deset kop, do kláštera sv. Tomáše v Menším městě Pražském ze statku dubečského a ze pusté vsi Litožnice, též rolí a luk, ročně po deseti kopách..." Kostel sv. Gotharda je uveden jako pustý až v roce 1713.

## Tvrz

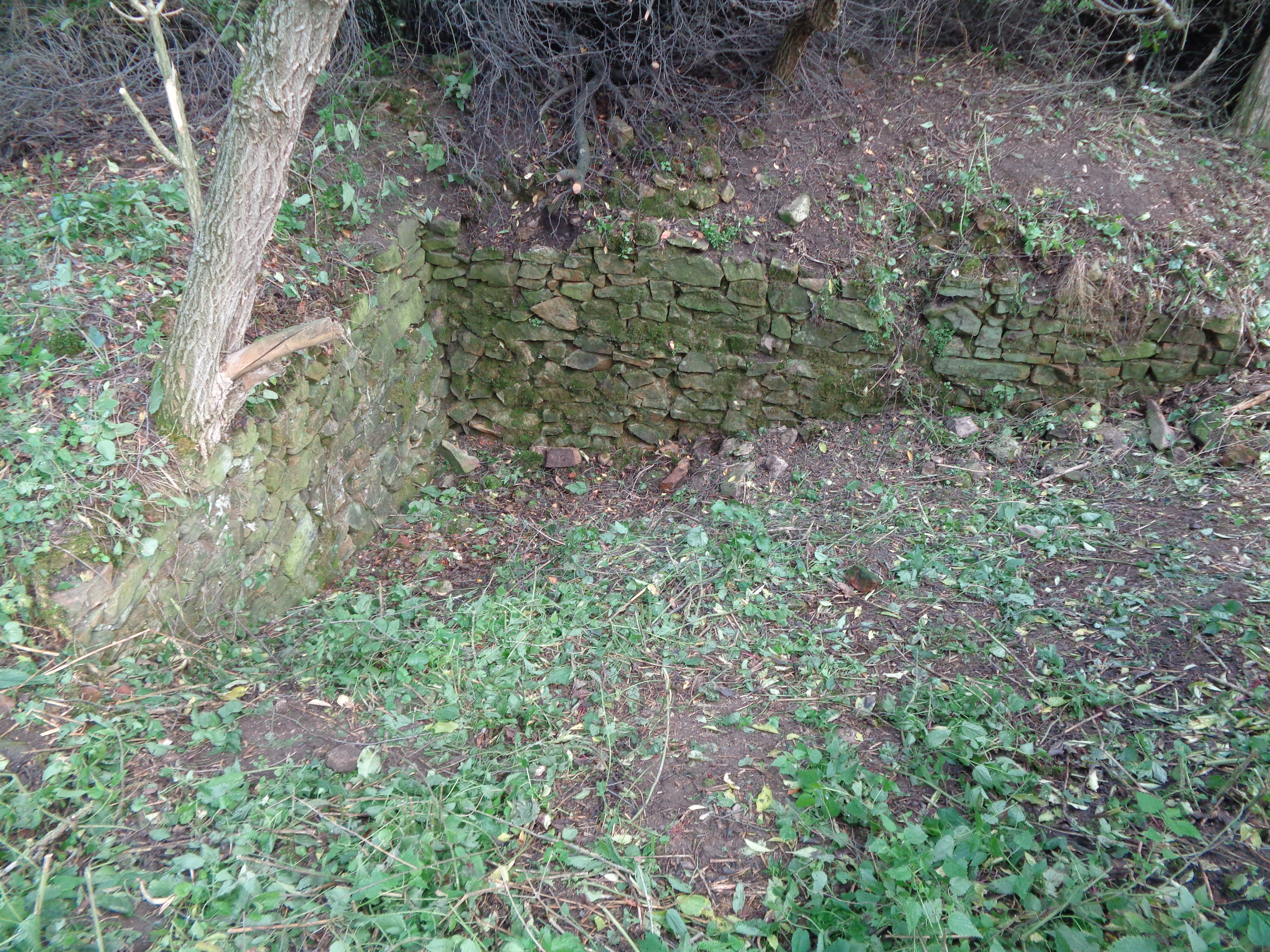
Relikt vnitřního nároží odkryté litožnické tvrze

Litožnická tvrz byla starší nežli tvrze v Dubči a Dubečku. Typově odpovídala podobným stavbám pražských měšťanů na venkovských statcích v předhusitském období. Nejvýznamnější údaj o litožnické tvrzi je z roku 1476, kdy na Litožnici hospodařil Štěpán z Novosedl, který tvrz zapsal jako věnnou zástavu své manželce Ludmile. I když v Litožnici proběhly v minulosti opakované archeologické průzkumy, nemáme příliš dobré informace o stavební podobě tvrze, jelikož se z ní zachovalo dodnes jen pouhé torzo, které bylo navíc ve 20. století amatérsky odkryto.
Pro stavbu tvrze bylo vybráno místo v blatném terénu v samotném východním sousedství vsi. Vnější opevnění tvrze netvořil pouze ještě donedávna částečně zachovalý vodní příkop, který byl pravděpodobně napájen vodou z blízkého Říčanského potoka, ale také obranný val. Tvrziště mělo oválný tvar. Dávný majitel vsi musel při založení svého sídla čelit značnému problému, jelikož jediný rovinatý terén byl právě v těchto místech, kam však zasahovaly spodní vody Říčanského potoka. Když tedy byla postavena čtverhranná obytná věž o obvodu minimálně 6x8 metrů, byl majitel tvrze posléze donucen zahrnout zeminou tvrz, a to až do úrovně jejího prvního patra. Z původních obytných prostor přízemí se tak stal sklepní prostor s trámovým stropem. Nad ním bylo poté ještě vyzdviženo několik pater. To je také hlavní důvod, proč se nám zachovalo jen kamenné přízemí tvrze, a to severovýchodní návrší sklepní prostory, kdežto dřevěná nadstavba již dávno zanikla.  Zbytky zdejší tvrze jsou dnes skryty v zarostlém pahorku s vysokými topoly. Zhruba uprostřed se nachází částečně odkrytá část zdiva tvrze. Podle archeologů se mohlo na tvrzišti jižně od tvrze nacházet ještě nějaké další stavení, které bylo součástí celého komplexu.

## Kostel sv. Gotharda
Podle patrocinia byl kostel sv. Gotharda vystavěn ve 30. letech 12. století, kdy v českých zemích kult tohoto původem bavorského světce kulminoval. Kostel je poprvé uveden v roce 1352 v soupisu desátků. Sv. Gothard spadal pod brandýský děkanát a výše jeho desátku, který dosahoval roku 1399 dokonce 52 grošů, svědčí o jeho významu, včetně velikosti samotné Litožnice. Kostel byl obklopen hřbitovem, kde se ve středověku intenzivně pohřbívalo. Pozůstatky kostí v okolí zaniklého kostela se proto běžně nacházely v těchto místech ještě v polovině 20. století. O sv. Gothardu se dochovaly desítky zpráv ze 14. a 15. století, neboť majitelé Litožnice často využívali svého patronátního práva ke kostelu, kam podávali nové kněze. Kostel se také několikrát objevil v předhusitském období v aktech korektorů pražské arcidiecéze pro mravní delikty zdejších kněží. Kostel sv. Gotharda byl archeology lokalizován do míst cca 75 m severozápadně od tvrziště. Dnes již nejsou po kostele žádné viditelné památky.

## Historie výzkumu Litožnice

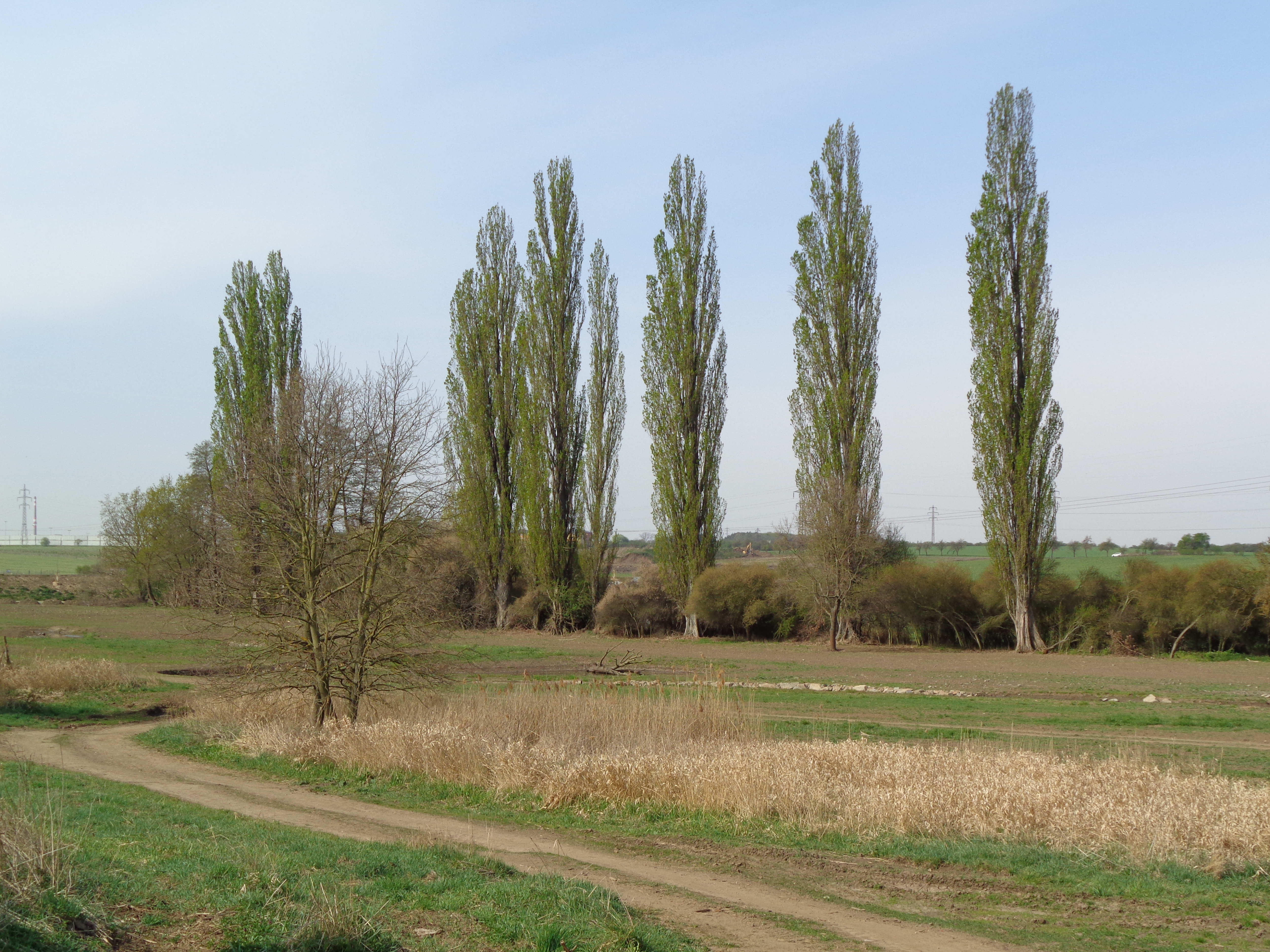
Pohled na litožnické tvrziště

Po vysušení Lítožnického rybníka na počátku 19. století a pohlcení většiny lokality hustým lesem se na Litožnici zapomnělo. Taprve po vykácení zdejšího lesa v 60. a 70. letech 19. století se na Litožnici zaměřili archeologové. První fundované archeologicko-místopisné pojednání o Litožnici bylo uveřejněno v roce 1872. Četné fragmenty středověkého a pravěkého osídlení byly na Litožnici během 20. století nacházeny velmi často, neboť se zde intenzivně využívala zemědělská půda a docházelo zde k pravidelné orbě. Po osázení litožnických strání lesy v období 1950-1960 a napuštění tří rybníků (Myslivecký roku 1955 a dva rybníky zbudované v letech 1969-1970 Státním rybářstvím) se práce archeologů značně zkomplikovaly. Archeologové z ČSAV definitivně stanovili rozsah a původní členění vsi až v roce 1969. Litožnice byla prozkoumána v této době ještě jednou v roce 1975 archeologem a historikem Petrem Sommerem. Koncem 60. let 20. století měla být celá lokalita zasypána popílkem z malešické teplárny, čemuž zabránil pouze silný odpor obyvatel Dubče.[zdroj⁠?!] Nové objevy následovaly po roce 2016, kdy došlo k vypuštění litožnických rybníků a jejich revitalizaci a přebudování na velký Lítožnický rybník, který byl napuštěn v roce 2020 (jeho severní hráz je původní hrází velkého rybníka, který zde stál již v 16. století). Roku 2016 se v Litožnici uskutečnil povrchový sběr studentů Ústavu pro archeologii FF UK, který přinesl novověké artefakty. Geofyzikální průzkum lokality je znemožněn v důsledku přítomnosti vedení vysokého napětí. Výzkumy Litožnice pokračují i nadále a pražská archeologie se na oblast v poslední době opakovaně zaměřuje v důsledku plánované výstavby rychlostní silnice R12, která by měla protnout předpokládané jádro vsi. Litožnice se stala v posledních letech také častým cílem amatérských detektorářů, jejichž činnost vede k poškozování a vyplenění kulturních vrstev a z toho vyplývajících ztrát vzácných archeologických nálezů. Tyto aktivity zesílily především po velké medializaci lokality v důsledku napuštění Lítožnického rybníka v roce 2020.

## Spojení
Dopravní spojení je možné prostřednictvím městské hromadné dopravy v Praze (PID). Litožnice lze dosáhnout přes Dubeč linkovými autobusy číslo 111 a 329, a to od zastávky Dubeč skrze Panskou zahradu po neoznačené cestě podél potoka až k Lítožnickému rybníku. Spojení přes Běchovice vede od autobusové zastávky Běchovice dále pěšky po cyklotrase A440, kde je nutné po 800 metrech odbočit vpravo na neoznačenou polní cestu vedoucí k Lítožnickému rybníku a po této cestě urazit ještě dalších cca 600 metrů. Památka je volně přístupná, avšak dodnes se z ní dochovalo pouze zarostlé tvrziště s odkopaným vnitřním nárožím hranolové věže.
Jedna z ulic nedalekých Běchovic nese název Litožnická.